# Emmett (Contea di St. Clair, Michigan)
Emmett è un villaggio degli Stati Uniti d'America, situato nello Stato del Michigan, nella contea di St. Clair.